# Nicteo
Nicteo (Νυκτεύς / Nykteús) era, según la mitología griega, hermano de Lico y corregente de Tebas. Las tradiciones sobre la genealogía de Nicteo y Lico son diversas: unos dicen que eran hijos del esparto Ctonio, otros que de Hirieo y la ninfa Clonia, o bien nacieron de Poseidón y la Pléyade Celeno. A Nicteo se le asocian varias hijas. Una de ellas, Nicteide, fue esposa de Polidoro, quien también llegó a ser rey de Tebas. Pero la más famosa de todas fue sin duda Antíope, habida por su esposa, una tal Polixo.
Nicteo y su hermano Lico huyeron de Eubea después de haber dado muerte a Flegias. Una vez en Tebas, Nicteo tomó el cargo de regente mientras Layo el legítimo heredero crecía. Durante esta regencia Zeus sedujo a Antíope, hija de Nicteo. La muchacha abandonó Tebas temiendo la ira de su padre. Nicteo se suicidó dejando encargado a Lico que vengara su vergüenza.
En otra versión, Antíope no huyó sino que fue raptada por Epopeo, rey de Sición. Tras una guerra entre tebanos y sicionios, Nicteo cayó herido y entregó el gobierno de Tebas a Lico antes de morir, pidiéndole que le vengase de Epopeo y castigase a Antíope.
Estrabón indica que Nicteo había sido el fundador de la ciudad de Eritras.